# San Vicente el Peñon
San Vicente el Peñon är en ort i Mexiko.   Den ligger i kommunen Ahuehuetitla och delstaten Puebla, i den sydöstra delen av landet, 160 km sydost om huvudstaden Mexico City. San Vicente el Peñon ligger 1 177 meter över havet och antalet invånare är 127.
Terrängen runt San Vicente el Peñon är kuperad åt sydost, men åt nordväst är den platt. Runt San Vicente el Peñon är det ganska glesbefolkat, med 31 invånare per kvadratkilometer. Närmaste större samhälle är Acatlán de Osorio, 18,5 km öster om San Vicente el Peñon. I omgivningarna runt San Vicente el Peñon växer huvudsakligen savannskog.